# Olimpija Liepāja
L'Olimpija Liepāja fou club de futbol letó de la ciutat de Liepāja.

## Història
El club va ser fundat el 1909 com un club ciclista. Destacà durant les dècades de 1920 i 1930 en la qual guanyà diversos cops el campionat letó. El 1944 desaparegué.

## Palmarès
- Lliga letona de futbol:[2]
  - 1927, 1928, 1929,1933, 1936, 1938, 1939